# Acetil-CoA sintasi (metila CO)

## Composizione e utilizzo
La acetil-CoA sintasi (metila CO) è un enzima appartenente alla classe delle transferasi, che catalizza la seguente reazione:
acetil-CoA + proteina corrinoide ⇄ CO + proteina metilcorrinoide + CoA
L'enzima contiene nichel, rame e centri ferro-zolfo. Catalizza anche reazioni di scambio tra il C-1 dell'acetil-CoA ed il CO, e tra il C-2 dell'acetil-CoA e la proteina metilcorrinoide. 
Coinvolto, assieme alla monossido di carbonio deidrogenasi (ferredossina) (numero EC 1.2.7.4), nella sintesi dell'acetil-CoA dalla CO2 ed H2. Per seguire la sua stechiometria, la reazione può essere scritta:
CH3-CO-S-CoA + proteina Co+ + H+ ⇄ CO + proteina Co2+-CH3 + HS-CoA.